# Silent Waters
Silent Waters ist das achte Studioalbum der finnischen Metal-Band Amorphis. Es erschien am 29. August 2007 in Finnland und zwei Tage später weltweit bei dem Label Nuclear Blast.

## Entstehung und Veröffentlichung
Im Juli 2005 nahm Amorphis den Vorgänger Eclipse auf. Da die Bandmitglieder motiviert waren und Lust hatten, möglichst bald weitere Aufnahmen zu machen, wurde Silent Waters bereits anderthalb Jahre später im Januar und Februar 2007 aufgenommen, die Produktion erfolgte im Februar und März in den Finnvox Studios. Zum ersten Mal in der Bandgeschichte veränderte sich die Besetzung zwischen zwei Alben nicht, auch das Produktionsteam ist gleich geblieben.
Silent Waters erschien am 29. August 2007 in Finnland und zwei Tage später weltweit. Als Single wurde das Titelstück Silent Waters ausgewählt und am 27. Juni 2007 veröffentlicht. Zu dieser Auswahl sagte Tomi Joutsen in einem Interview: „Ich denke, Silent Waters ist ein guter Song für einen Rocksender, der vielleicht nicht so harte Musik spielt. Es ist ein Easy-Listening-Song, deshalb haben wir ihn als Single genommen, obwohl er das Album nicht sehr gut widerspiegelt.“ (Tomi Joutsen am 2. Juli 2007)
Neben der normalen Version existiert eine Limited Edition des Albums mit dem zusätzlichen Stück Sign, das bereits auf der Single als B-Seite veröffentlicht wurde. Am 21. Juni 2007 wurde die Promo von Silent Waters durch die Release Group QTXMp3 illegal im Internet veröffentlicht.

## Stil
Silent Waters ist stilistisch seinem Vorgänger Eclipse sehr ähnlich. Sowohl das Produktions-, als auch das Aufnahmeteam ist gleich geblieben. Tomi Koivusaari sagte in einem Interview: „Es kann durchaus sein, dass wir nun endlich unseren eigenen Stil gefunden haben.“ (Tomi Koivusaari am 21. August 2007)
Das gesamte Artwork zum Album wurde von Travis Smith entworfen. Das Cover zeigt den Schwan von Tuonela.
Die Texte stammen aus dem Kalevala und erzählen die Geschichte des Helden Lemminkäinen. Sie wurden von Erkki Virta, einem Freund der Band, ins Englische übersetzt.

## Erfolge und Kritik
In der deutschen Zeitschrift Rock Hard (Ausgabe 244) belegte Silent Waters in der Monatsauswertung den fünften Platz und wurde von den Redakteuren mit durchschnittlich 7,6 von zehn möglichen Punkten bewertet. Wolf-Rüdiger Mühlmann, freier Mitarbeiter der Zeitschrift, äußerte sich in seiner Rezension euphorisch über das Album:

„Silent Waters wächst zu einer vertonten, großen Seele voller Glück, Leid und Schmerz […] Ein wundervolles Werk, der erste riesige Band-Meilenstein seit Elegy.“

Der Metal Hammer kürte Silent Waters zum Album des Monats für September 2007. In der September-Ausgabe des Magazins Heavy belegte Silent Waters ebenfalls den ersten Platz und wurde durchschnittlich mit 8,8 von 12 möglichen Punkten bewertet. In Finnland stieg Silent Waters auf Platz drei der Albumcharts ein. Auch in der Schweiz, Österreich und Deutschland konnte sich das Album in den Charts platzieren.

## Titelliste
1. Weaving the Incantation – 4:57
2. A Servant – 3:55
3. Silent Waters – 4:49
4. Towards and Against – 4:59
5. I of Crimson Blood – 5:05
6. Her Alone – 6:01
7. Enigma – 3:34
8. Shaman – 4:55
9. The White Swan – 4:49
10. Black River – 3:45
11. Sign (Bonustrack) – 4:37